# Faye Webster
Faye Webster (25 de junio de 1997) es una cantautora estadounidense de Atlanta, Georgia. Ha lanzado cinco álbumes de estudio: Run and Tell (2013), Faye Webster (2017), Atlanta Millionaires Club (2019), I Know I'm Funny Haha (2021) y Underdressed at the Symphony (2024).

## Primeros años
Faye Webster nació en Atlanta, Georgia. Varios de los integrantes de su familia también son músicos; su abuelo Corbin, era un guitarrista de género bluegrass en Texas, su madre era guitarrista y violinista, y su hermano mayor tocaba en una banda de rock en la escuela. A los 14 años, Webster ya escribía música. Asistió a la escuela secundaria Henry W. Grady en Atlanta, donde ella y un grupo de amigos formaron un grupo de rap. Después de verla actuar en las noches de micrófono abierto, su padre le aconsejó que grabara su música para que la gente pudiera llevársela a casa.

## Carrera

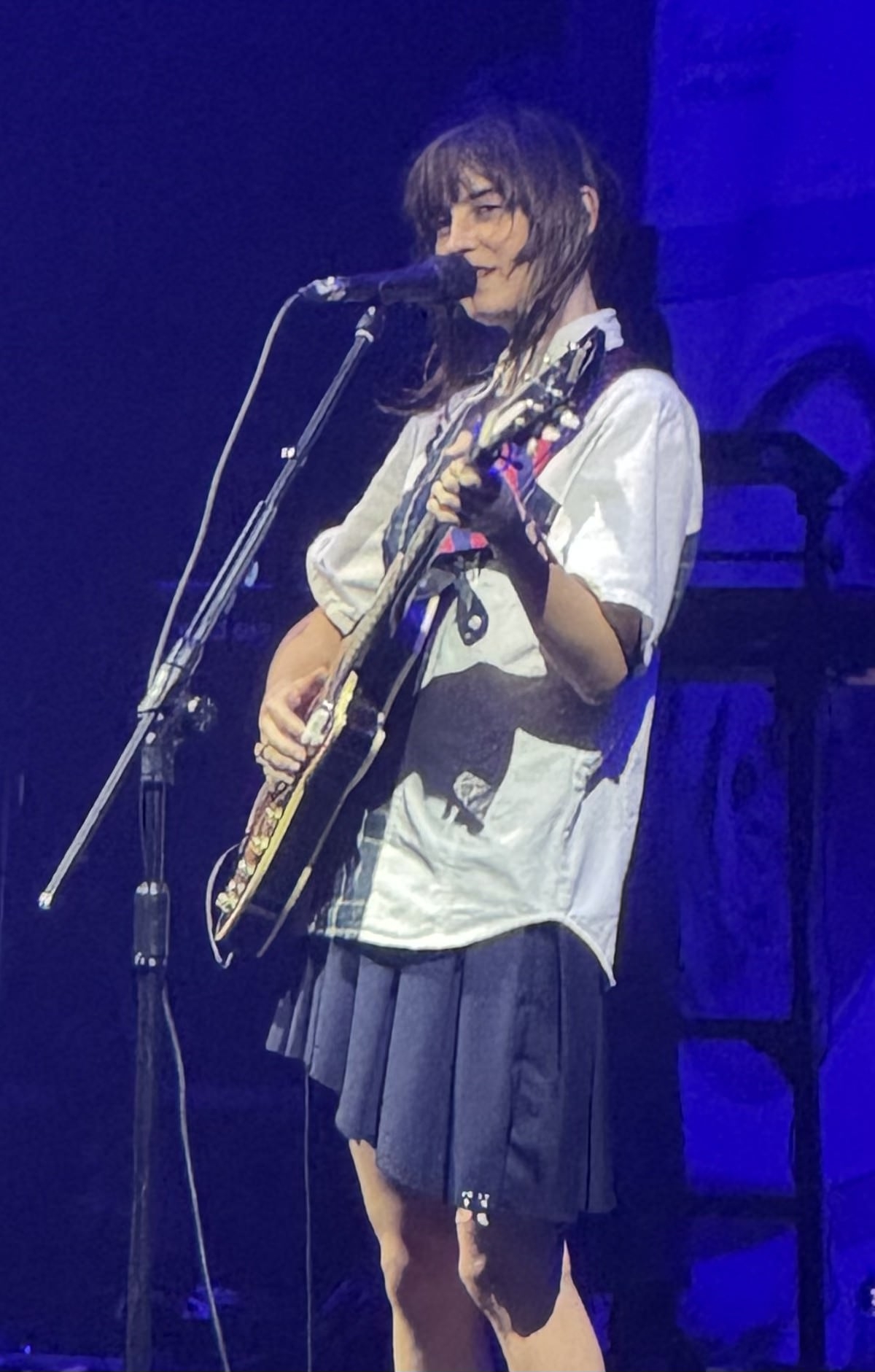
Webster cantando en Manila en 2025

A la edad de 16 años, el 30 de octubre de 2013, Webster autoeditó su álbum debut, Run and Tell.
Después de graduarse de la escuela secundaria, se inscribió en la Universidad de Belmont en Nashville para estudiar composición de canciones, pero al poco tiempo la abandonó y se mudó de nuevo a Atlanta después de decidir que estaba "perdiendo tiempo y dinero". Hizo un trato con sus padres: viviría en casa durante un año y si no tenía éxito como música, volvería a la universidad. Poco después de abandonar, en 2017, Webster firmó con Awful Records.
En abril de 2017, comenzó una gira por 12 ciudades con Sean Rowe seguida del lanzamiento de su segundo álbum, Faye Webster en mayo de 2017.
Webster firmó con el sello discográfico Secretly Canadian a fines de 2018, con quien publicó su tercer álbum de larga duración, Atlanta Millionaires Club, en mayo de 2019. El álbum lleva el nombre del grupo de amigos de la escuela de posgrado de su padre, que competían en todo, desde concursos de comer donas hasta carreras de 5 km. En marzo de 2019, el sencillo principal del álbum, «Room Temperature», fue mencionado en un artículo de Rolling Stone.
El 7 de agosto de 2019, lanzó la canción «Both All The Time», antes de embarcarse en una gira por Estados Unidos. En abril de 2020, Webster publicó el sencillo «In a Good Way», seguido de «Better Distractions» en septiembre del mismo año. «Better Distractions» fue elegida por el presidente Barack Obama en diciembre de 2020 como una de sus canciones favoritas del año.
En abril de 2021, lanzó el sencillo «Cheers» y anunció su cuarto álbum de estudio I Know I'm Funny Haha, publicado el 25 de junio de 2021. Los sencillos de este álbum fueron «Both All The Time», «In A Good Way» y «Better Distractions», después de «Cheers».
Webster lanzó un EP titulado Live at Electric Lady en octubre de 2021, como parte de una serie exclusiva de Spotify del mismo nombre. Grabado en Electric Lady Studios en la ciudad de Nueva York, el EP presenta grabaciones en vivo de canciones de sus dos álbumes de estudio anteriores, así como una versión de la canción «If You Need to, Keep Time on Me» de Fleet Foxes.
En 2022, lanzó otro EP titulado Car Therapy Sessions, interpretando más canciones de sus dos álbumes anteriores, así como una nueva canción «Car Therapy», con acompañamiento orquestal arreglado por Trey Pollard. Apoyó a la banda Haim como una de las teloneras en su gira One More Haim Tour poco después de lanzar el EP.
En junio de 2023, Webster lanzó el sencillo «But Not Kiss» y anunció las fechas de su próxima gira.
En septiembre de 2023, lanzó el sencillo «Lifetime» y anunció las fechas de su gira por el Reino Unido y Europa para su gira de 2024. 
En marzo de 2024, Webster lanzó su quinto álbum de estudio, Underdressed at the Symphony, el cual fue respaldado por una gira internacional, así como sus apariciones debut en los festivales de música Coachella, Governor's Ball, Primavera Sound y Bonnaroo.

## Vida personal
Webster es aficionada del béisbol y su equipo es los Bravos de Atlanta. En el pasado dejaba la escuela temprano para asistir a los partidos de béisbol y viste camisetas del equipo con regularidad. Tenía un enamoramiento platónico con Ronald Acuña Jr., un jugador de los Bravos de su misma edad, lo que la inspiró a escribir al menos una canción, pero el enamoramiento se disipó después de que un encuentro con él fuera "anticlimático". Cató el himno de Estados Unidos, el Star-Spangled Banner, en un juego de los Bravos. Sus otros pasatiempos incluyen Pokémon y el yo-yo ; ha asistido al Concurso Mundial de Yo-Yo. Webster incluso ha diseñado y vendido su propio yo-yo personalizado.  Sus fotografías de raperos locales, incluidos su compañero de clase Lil Yachty y Shelley FKA DRAM, se han publicado en medios de comunicación como Billboard, Rolling Stone y Spotify. Basándose en sus fotografías, la contrataron para realizar una campaña publicitaria para Nike en 2017. La empresa estaba reiniciando su calzado Air Max 97 y quería trabajar con creativos que nacieron en el año 1997.
Webster salió anteriormente con Boothlord, miembro de Danger Incorporated, un dúo de rap con sede en Atlanta. Se conocieron cuando ambos firmaron con Awful Records y se mudaron juntos durante la pandemia de COVID-19.

## Discografía

### Álbumes de estudio
| Título                       | Detalles | Posiciones más altas en las estadísticas | Posiciones más altas en las estadísticas | Posiciones más altas en las estadísticas | Posiciones más altas en las estadísticas |
| Título                       | Detalles | EU Folk                                  | EU Heat                                  | EU Sales                                 | NZ                                       |
| ---------------------------- | --- | ---------------------------------------- | ---------------------------------------- | ---------------------------------------- | ---------------------------------------- |
| Run and Tell                 | - Lanzamiento: 30 de octubre de 2013 - Sello: Autopublicación - Formatos: CD, descarga, streaming                   | —                                        | —                                        | —                                        | —                                        |
| Faye Webster                 | - Lanzamiento: 12 de mayo de 2017 - Sello: Awful, Secretly Canadian - Formatos: LP, CD, descarga digital, streaming | —                                        | —                                        | —                                        | —                                        |
| Atlanta Millionaires Club    | - Lanzamiento: 24 de mayo de 2019 - Sello: Secretly Canadian - Formatos: LP, CD, descarga digital, streaming        | —                                        | 25                                       | —                                        | —                                        |
| I Know I'm Funny Haha        | - Lanzamiento: 25 de junio de 2021 - Sello: Secretly Canadian - Formatos: LP, CD, descarga digital, streaming       | 10                                       | 9                                        | 35                                       | —                                        |
| Underdressed at the Symphony | - Lanzamiento: 1 de marzo de 2024 - Sello: Secretly Canadian - Formatos: descarga digital, streaming                | 11                                       | 1                                        | 20                                       | 37                                       |

### EP
| Título                | Detalles | Posiciones más altas en las estadísticas |
| Título                | Detalles | US Sales                                 |
| --------------------- | --- | ---------------------------------------- |
| Live at Electric Lady | - Lanzamiento: 14 de octubre de 2021 - Sello: Secretly Canadian - Formatos: Streaming (Spotify exclusivamente) | —                                        |
| Car Therapy Sessions  | - Lanzamiento: 29 de abril de 2022 - Sello: Secretly Canadian - Formatos: Vinil, descarga digital, streaming   | 100                                      |

### Sencillos

#### Como artista principal
| Título                               | Año  | Posiciones más altas en las estadísticas | Álbum                           |
| Título                               | Año  | EU Rock                                  | Álbum                           |
| ------------------------------------ | ---- | ---------------------------------------- | ------------------------------- |
| "Gente equivocada"                   | 2013 | —                                        | Faye Webster                    |
| "Ella no se irá"                     | 2017 | —                                        | Faye Webster                    |
| "Ambos todo el tiempo"               | 2019 | —                                        | Ya sé que soy gracioso jaja     |
| "En el buen sentido"                 | 2020 | —                                        | Ya sé que soy gracioso jaja     |
| "Mejores distracciones"              | 2020 | —                                        | Ya sé que soy gracioso jaja     |
| "Salud"                              | 2021 | —                                        | Ya sé que soy gracioso jaja     |
| "Sé que soy gracioso jaja"           | 2021 | —                                        | Ya sé que soy gracioso jaja     |
| "Un sueño con un jugador de béisbol" | 2021 | —                                        | Ya sé que soy gracioso jaja     |
| "Terapia en coche"                   | 2022 | —                                        | Sesiones de terapia en el coche |
| "Suite: Jonny"                       | 2022 | —                                        | Sesiones de terapia en el coche |
| "Pero no besar"                      | 2023 | —                                        | Mal vestido en la sinfonía      |
| "Vida"                               | 2023 | —                                        | Mal vestido en la sinfonía      |
| "Anillo de Lego" (with Lil Yachty)   | 2024 | 47                                       | Mal vestido en la sinfonía      |
| "Me siento bien hoy"                 | 2024 | —                                        | Mal vestido en la sinfonía      |

#### Como artista invitada
| Título                                                   | Año  | Álbum                      |
| -------------------------------------------------------- | ---- | -------------------------- |
| "Rollin' " (Ethereal featuring Faye Webster)             | 2017 | Mankind                    |
| "Friendster" (Wieuca featuring Faye Webster)             | 2017 | Local Celebrity            |
| "No Way" (Ethereal and Lord Narf featuring Faye Webster) |      |                            |
| "Strange" (Ethereal featuring Faye Webster)              | 2020 | E2                         |
| "Go On" (Harolddd featuring Faye Webster)                | 2020 |                            |
| "IfUwanted" (Ethereal featuring Faye Webster)            | 2020 | HeatDeath4Prelude          |
| "Sagittarius Superstar" (COIN featuring Faye Webster)    | 2021 | Green Blue + Indigo Violet |
| "Make 'em Laugh" (Benét featuring Faye Webster)          |      |                            |

### Otras canciones registradas y certificadas
| Título                         | Año  | Posiciones más altas en las estadísticas | Posiciones más altas en las estadísticas | Posiciones más altas en las estadísticas | Posiciones más altas en las estadísticas | Certificaciones  | Álbum                        |
| Título                         | Año  | EU Bub.                                  | EU Rock                                  | UK Indie Break.                          | NZ Hot                                   | Certificaciones  | Álbum                        |
| ------------------------------ | ---- | ---------------------------------------- | ---------------------------------------- | ---------------------------------------- | ---------------------------------------- | ---------------- | ---------------------------- |
| "Kingston"                     | 2019 | —                                        | —                                        | —                                        | —                                        | - RIAA: Platinum | Atlanta Millionaires Club    |
| "Right Side of My Neck"        | 2019 | —                                        | —                                        | —                                        | —                                        | - RIAA: Gold     | Atlanta Millionaires Club    |
| "I Know You"                   | 2023 | 18                                       | 9                                        | 19                                       | —                                        |                  | Faye Webster                 |
| "Underdressed at the Symphony" | 2024 | —                                        | —                                        | —                                        | 34                                       |                  | Underdressed at the Symphony |